# Vol Korean Air Lines 015
Le 19 novembre 1980, un Boeing 747-200 effectuant le vol Korean Air Lines 015, un vol régulier entre l'aéroport international de Los Angeles, en Californie, et l'aéroport international de Gimpo, en Corée du Sud, avec une escale à Anchorage, en Alaska, s'écrase lors d'une tentative d'atterrissage à Séoul. On compte quinze morts et quatre blessés parmi les 226 passagers et membres d'équipage à bord.

## Avion
L'appareil impliqué est un Boeing 747-2B5B, immatriculé HL7445, qui a effectué son premier vol le 23 mars 1979 et a été livré à Korean Air Lines le 11 avril de la même année.

## Accident
Il y avait une visibilité de 1 000 mètres, en raison d'un brouillard épars, au moment où le vol 015 effectuait son approche sur la piste 14 de l'aéroport international de Gimpo, en Corée du Sud. L'équipage a signalé au contrôle aérien des problèmes avec les commandes de vol peu de temps avant l'atterrissage, puis l'avion a atterri à 90 mètres du seuil de la piste et a percuté un talus à proximité. 
Le fuselage s'est rompu après que le train d'atterrissage principal s'y est enfoncé à la suite de l'impact. Le 747 a ensuite glissé sur la piste et un incendie s'est déclaré. L'avion a été évacué mais six membres d'équipage et neuf passagers ont été tués dans l'accident et quatre autres passagers ont été grièvement blessés.

## Enquête
L'enquête révèle que l'appareil s'est écrasé en raison de la faible visibilité, causée par les conditions météorologiques présentes sur l'aéroport, et d'une mauvaise gestion de l'approche par les pilotes.